# بییانوئبا د آبیلا
بییانوئبا د آبیلا دهستانی در استان آبیلای اسپانیا است.
در این دهستان ۳۸۸ نفر زندگی می‌کنند. مساحت این دهستان ۲۱٫۲۱ کیلومتر مربع است.